# 锡格拉本
锡格拉本是奥地利布尔根兰州马特斯堡县的一个市镇。总面积17.7平方公里，总人口1295人，人口密度73.2人/平方公里（2001年）。